# Eriktjärnen, Jämtland
Eriktjärnen är en sjö i Strömsunds kommun i Jämtland och ingår i Ångermanälvens huvudavrinningsområde. Sjön har en area på 0,0946 kvadratkilometer och ligger 454,5 meter över havet.

## Delavrinningsområde
Eriktjärnen ingår i det delavrinningsområde (716707-141683) som SMHI kallar för Rinner till Kycklingvattnet. Medelhöjden är 427 meter över havet och ytan är 17,22 kvadratkilometer. Det finns inga avrinningsområden uppströms utan avrinningsområdet är högsta punkten. Faxälven som avvattnar avrinningsområdet har biflödesordning 2, vilket innebär att vattnet flödar genom totalt 2 vattendrag innan det når havet efter 317 kilometer. Avrinningsområdet består mestadels av skog (91 procent). Avrinningsområdet har 0,19 kvadratkilometer vattenytor vilket ger det en sjöprocent på 1,1 procent.